# Кјупано
Кјупано је насеље у Италији у округу Виченца, региону Венето.
Према процени из 2011. у насељу је живело 2504 становника. Насеље се налази на надморској висини од 245 м.

## Становништво
| 1951. | 1961. | 1971. | 1981. | 1991. | 2001. | 2011. |
| ----- | ----- | ----- | ----- | ----- | ----- | ----- |
| 2.137 | 2.121 | 2.328 | 2.449 | 2.391 | 2.559 | 2.626 |